# Хелвачаурі (муніципалітет)
муніципаліте́т Хелвачау́рі або Хелвачау́рський муніципаліте́т (груз. ხელვაჩაურის მუნიციპალიტეტი) — муніципалітет у складі автономної республіки Аджарія, Грузія. Адміністративний центр — м. Батумі.
У 2011 році територія муніципалітету значно зменшилася за рахунок розширення меж міста Батумі. Близько десяти сіл муніципалітету, селище Махінджаурі та адміністративний центр муніципалітету - селище Хелвачаурі були передані Батумі. Тому адміністрація муніципалітету знаходиться в місті Батумі.